# Los Lobos
Los Lobos (с исп. — «Волки») — американо-мексиканская группа, образованная в восточном Лос-Анджелесе в 1973 году. Los Lobos исполняют смесь испано-латиноамериканской народной музыки с современным роком и блюзом.

## История
Группу основали Сезар Розас (гитары, вокал), Дэвид Идальго (вокал, гитары, аккордеон, скрипка, банджо, клавишные), Конрад Лосано (бас-гитара) и Луи Перес (вокал, ударные, гитара). Все они — латиноамериканцы, потомки выходцев из Мексики, которых в США называют «чиканос» (сhicanos). За более чем 30-летнюю историю Los Lobos состав практически не менялся, только в 1981 г. добавился Стив Берлин (саксофоны, флейта, клавишные, гармоника), а в последние годы на место за барабанами в студии и на концертах стали приглашать сессионного ударника Кугара Эстраду.
Первый альбом Los Lobos, «Si Se Puede!», вышел в 1976 году и продавался в благотворительных целях, все средства были перечислены в профсоюз фермеров Америки (UFWA). За ним последовал уже профессиональный Los Lobos Del Este De Los Angeles (1978), куда, помимо прочего, вошла их версия песни Гуантанамера.
Группу заметил крупный лейбл Warner Music, и в 1984 году их альбом How Will the Wolf Survive? был распродан большим тиражом и попал в чарт Billboard. Журнал Rolling Stone включил его в свои 500 величайших альбомов всех времён по версии журнала Rolling Stone. Los Lobos провели совместный тур с Бобом Диланом.
В 1987 году Los Lobos записали саундтрек к фильму «Ла Бамба», рассказывающему о жизни известного музыканта Ричи Валенса. Для фильма они записали несколько песен Валенса, в том числе знаменитую La Bamba, которая с тех пор стала их постоянным концертным хитом.
Los Lobos трижды получали Грэмми: в 1983, 1989 и 1995 как лучшая латиноамериканская группа. Последнюю награду они получили за саундтрек к фильму «Отчаянный» («Desperado»), для которого записали с Антонио Бандерасом песню El Mariachi.
В 1996 году Los Lobos расстались с Warner Music и несколько лет не могли найти возможности издаваться. В это время группа практически не действовала, участники занимались сольными проектами. В 1999 они заключили контракт с Hollywood Records, а в 2002 перешли на Mammoth Records.

## Состав
- Дэвид Идальго — вокал, гитары, аккордеон, скрипка, банджо, клавишные
- Сезар Розас — гитары, вокал
- Луи Перес — вокал, ударные, гитара
- Конрад Лосано — бас-гитара
- Стив Берлин — саксофоны, флейта, клавишные, гармоника
- Кугар Эстрада — ударные

## Дискография
- Si Se Puede!, 1976
- Just Another Band From East L.A. (Los Lobos Del Este De Los Angeles), 1978
- …And a Time to Dance, 1983
- How Will the Wolf Survive?, 1984
- By the Light of the Moon, 1987
- La Pistola y El Corazón, 1988
- The Neighborhood, 1990
- Kiko, 1992
- Music for Papa’s Dream, 1995
- Colossal Head, 1996
- This Time, 1999
- Good Morning Aztlán, 2002
- The Ride, 2004
- Ride This — The Covers EP, 2004
- Live at the Fillmore, 2005
- Acoustic En Vivo, 2005
- The Town and the City, 2006
- Los Lobos Goes Disney, 2009
- Tin Can Trust, 2010